# Claudin de Sermisy
Claudin de Sermisy, także Claude de Cermissy, Sermisy, Servyzy; Claudius de Sermisius (ur. około 1490, zm. 13 października 1562 w Paryżu) – francuski kompozytor.

## Życiorys
Od 1508 roku działał w Paryżu jako duchowny przy Sainte-Chapelle. W mniej więcej tym samym czasie został śpiewakiem w kapeli nadwornej Anny Bretońskiej. Następnie przeszedł na służbę do zespołu Ludwika XII, śpiewał na jego pogrzebie w 1515 roku. Później służył na dworze Franciszka I, aż do śmierci króla w 1547 roku, po czym przynajmniej do 1555 roku pozostawał w służbie Henryka II. W latach 20. XVI wieku był kanonikiem w kościele Notre-Dame-de-la-Rotonde w Rouen, a od 1524 roku w parafii w Cambron. W 1530 roku objął funkcję sous-maistre, kierownika nadwornego zespołu obejmującego około 40 śpiewaków i 6 chłopców, za których kształcenie był odpowiedzialny. W 1554 roku otrzymał jako prebendę kościół Ste Catherine w Troyes. Dzięki służbie na dworze oraz licznym beneficjom zgromadził spory majątek. Cieszył się za życia sławą nie tylko we Francji, ale także we Włoszech. Jean Daniel wymienił go obok Févina, la Ruego, Josquina des Prés, Priorisa i Jannequina. Po śmierci zapomniany, został odkryty na nowo jako kompozytor w 2. połowie XX wieku.

## Twórczość
Zachowało się ponad 150 przypisywanych mu chansons, w większości 4-głosowych. Cechują się one homofonią i sylabicznym traktowaniem tekstu. Należą zarazem do czołowych przykładów lirycznej tzw. chanson paryskiej. Kompozytor rzadko sięgał w nich po teksty biesiadne czy frywolne anegdoty, skupiając się na tematyce nieszczęśliwej miłości, często ujętej na sposób dworski. Poza chansons skomponował m.in. szereg mszy (głównie w typie missa parodia), Requiem, 80 motetów (przeważnie 4-głosowych), 8 opracowań Magnificatu (każdy w jednym z 8 tonów) oraz liczne utwory liturgiczne, głównie przeznaczone na Wielki Tydzień. Stylistycznie twórczość de Sermisy’ego jest spójna, posługując się sprawnie techniką polifoniczną unikał jej zawiłości, dbając o czytelne podanie tekstu liturgicznego.
Kompletna edycja dzieł de Sermisy’ego ukazała się w Corpus mensurabilis musicae LXII/1 (1970−1974).